# Peter Thaysen
Peter Thaysen (født 14. april 1923 i Felsted, død 6. maj 2011) var en dansk politiker fra partiet Venstre, der var borgmester i Assens Kommune ad to omgange fra 1971 til 1978 og igen fra 1982 til 1985. I første omgang afløste han partifællen Knud Larsen og blev selv afløst af socialdemokraten Anders Peter Nielsen. Tre år senere tog han borgmesterkæden tilbage fra Anders Peter Nielsen, men ved valget i 1985 måtte han atter aflevere posten til Nielsen.